# 우안 (파리)

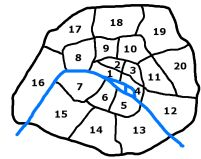
센강을 기준으로 북쪽 지역을 우안이라 한다.

우안(rive droite)은 파리의 센강 강북 지역을 말한다. 반댓말은 좌안(rive gauche)이다.

## 같이 보기
- 파리의 아롱디스망
- 좌안 (파리)